# Lophoceramica artega
Lophoceramica artega là một loài bướm đêm trong họ Noctuidae.